# Porribius papuanus
Porribius papuanus är en loppart som beskrevs av Holland 1969. Porribius papuanus ingår i släktet Porribius och familjen fladdermusloppor. Inga underarter finns listade i Catalogue of Life.